# Radio Kiss Kiss Italia
Radio Kiss Kiss Italia è un'emittente radiofonica italiana con sede a Napoli ed è proprietà di Radio Kiss Kiss. È la radio ufficiale del Napoli.

## Storia
Nasce agli inizi anni ottanta del XX secolo dedicando la sua programmazione alla sola musica italiana. È diffusa in FM in Campania, Puglia, Molise e parte di Lazio e Abruzzo. Negli anni '90 è stata presente in syndication anche in Lombardia e Piemonte.
Kiss Kiss era negli anni settanta una nota discoteca napoletana. Da qui mossero i primi passi per la creazione del gruppo Kiss Kiss.

## Programmi passati
- Italia no stop
- La radio sveglia (dal lunedì al venerdì, dalle 06:00 alle 08:00)
- Il treno delle 8 (dal lunedì al venerdì, dalle 08:00 alle 10:00)
- Made in Italy (dal lunedì al venerdì, dalle 10:00 alle 13:00)
- L'Italia che va (dal lunedì al giovedì, dalle 13:00 alle 15:00 e il sabato, dalle 13:00 alle 16:00)
- Italia sì, Italia no (dal lunedì al venerdì, dalle 15:00 alle 18:00)
- Diretta azzurra
- Il cielo è sempre più blu (dal lunedì al venerdì, dalle 18:00 alle 20:00)
- Sabato e domenica rilassatamente (dal sabato alla domenica, dalle 16:00 alle 19:00)
- Baci a colazione (sabato, dalle 08:00 alle 10:00 e domenica, dalle 08:00 alle 10:00)
- Generazione vincente (ogni venerdì, dalle 13:00 alle 15:00)

## Palinsesto Attuale
Dal lunedì al venerdì 
07:00 - 08:00 | Aspettando... Il Treno delle 8 con Ida Di Martino
08:00 - 10:00 | Il Treno delle 8 con Ida Di Martino
10:00 - 13:00 | Made In Italy con Pino Belmonte 
13:00 - 15:00 | Pausa Pranzo con Sara Lotta
15:00 - 18:00 | Italia sì, Italia no con Mariasilvia Malvone 
18:00 - 20:00 | Il cielo è sempre più blu con Alfonso Benvenuto
20:00 - 24:00 | Musica è... con la musica di Kiss Kiss Italia 
00:00 - 07:00 | Italia no stop con la musica di Kiss Kiss Italia 
Sabato 
08:00 - 10:00 | Il treno delle 8 con Ida Di Martino
10:00 - 13:00 | Al Bar Della Radio con Roberto Musella 
13:00 - 16:00 | Pausa Pranzo con Sara Lotta
16:00 - 19:00 | Weekend Italiano con Gaetano Capasso 
19:00 - 20:00 | Kiss Kiss Italia 
20:00 - 24:00 | Musica è... con la musica di Kiss Kiss Italia 
00:00 - 10:00 | Italia no stop con la musica di Kiss Kiss Italia
Domenica
10:00 - 13:00 | Al Bar Della Radio con Roberto Musella 
13:00 - 16:00 | Kiss Kiss Italia 
16:00 - 19:00 | Weekend Italiano con Gaetano Capasso 
19:00 - 20:00 | Kiss Kiss Italia 
20:00 - 24:00 | Musica è con la musica di Kiss Kiss Italia
00:00 - 07:00 Italia no stop con la musica di Kiss Kiss Italia 